# Anton Drexler
Pour l’article homonyme, voir Drexler.
Anton Drexler, né le 13 juin 1884 à Munich et mort le 24 février 1942 dans la même ville, est un homme politique allemand d'extrême droite, fondateur du Parti national-socialiste des travailleurs allemands (NSDAP) et dirigeant du parti de 1919 à 1921, mais rapidement évincé ensuite par Adolf Hitler.

## Biographie

### Origines
Anton Drexler est un bavarois nationaliste. Il a travaillé comme régleur de machines avant de devenir serrurier à Berlin en 1902. À l'éclatement de la guerre en 1914, il est déclaré inapte au combat, ce qui lui sera reproché plus tard.
Son parcours politique avant la fondation du Deutsche Arbeiterpartei (en allemand : Parti ouvrier allemand) en 1919 est mal connu. Cependant, il apparaît, qu'avec la guerre, Drexler ait été convaincu par les idées ultra-nationalistes de l'éphémère parti de la patrie allemande (DLVP) dirigé par la « bourgeoisie monopoliste » et les junker conservateurs. Anton Drexler prend alors la direction à Munich d'organisations ouvrières destinées, sous l'impulsion des milieux nationalistes pangermanistes, à tenter de convertir la classe ouvrière au nationalisme au détriment du marxisme.

### Activisme
Au début 1918, Anton Drexler crée à Munich le Freier Arbeiterausschuss für einen guten Frieden (Comité libre des travailleurs pour une paix juste), antenne locale du Comité libre pour une paix ouvrière allemande créé en 1916 par Wilhelm Wahl (dirigeant d'un comité d'usine Krupp) à Brême, en liaison avec les milieux pangermanistes. Le Dr Paul Tafel (de) (nationaliste membre de la Société de Thulé et directeur de l'usine MAN) fait figure de mentor de Drexler.
En octobre 1918, Drexler fonde avec Karl Harrer, le Politischer Arbeiterzirkel, une sorte de club völkisch (dont les réunions comptent de trois à sept participants). C'est sur la demande pressante de Drexler et contre l'avis de Harrer que ce club est ensuite transformé en parti politique.
Le 5 janvier 1919, Anton Drexler fonde donc le Parti ouvrier allemand (Deutsche Arbeiterpartei DAP) avec Gottfried Feder, Dietrich Eckart et Karl Harrer, lequel prend la tête du parti. Drexler est nommé chef de la section munichoise. Lors de la première apparition d'Adolf Hitler à une réunion du DAP le 12 septembre 1919, Drexler, impressionné par ses talents oratoires, lui offre une petite brochure dont il est l'auteur : Mein politisches Erwachen. Aus dem Tagebuch eines deutschen sozialistischen Arbeiters (Mon réveil politique. Extrait du journal d'un travailleur socialiste allemand) publiée au début 1919. Hitler lit la brochure dès le lendemain et y trouve beaucoup de similitudes entre son contenu et sa propre évolution douze ans plus tôt. (Hitler alors agent de renseignement sous les ordres du capitaine Karl Mayr aurait assisté à cette réunion puis adhéré à ce parti sur ordre. Le chef des services de renseignements qui cherchait ainsi à favoriser l'essor du Parti ouvrier allemand accorda à Hitler le privilège de cumuler ses revenus d'orateur et sa solde de caporal (source : Hitler de Ian Kershaw chapitre 4 point 3).
En octobre 1919, Adolf Hitler se joint au parti. Ses talents d'orateur lui permettent de devenir directeur de la propagande. Au mois de décembre de la même année, les relations entre Hitler et Harrer sont tendues au sein du DAP. Le 5 janvier 1920, le président Karl Harrer démissionne et Drexler lui succède à la tête du parti.

### Création du NSDAP
Hitler persuade[réf. nécessaire] Drexler que le DAP devrait changer son nom en Parti national-socialiste des travailleurs allemands (NSDAP) : c'est chose faite le 24 février 1920. Ensemble, ils ont rédigé le « Programme en 25 points », déclaré « intangible » ensuite. Dans le programme, le parti refuse d'accepter les limites du traité de Versailles et réclame la réunification de tous les Allemands. Pour renforcer leurs idées nationalistes, l'égalité des droits devait être accordée seulement aux citoyens allemands.
Durant l'été 1921, profitant de l'absence d'Hitler en déplacement à Berlin pour assister à une réunion de nationalistes allemands, Drexler l'accuse de vouloir prendre les pleins pouvoirs au sein du NSDAP. En vain, puisqu'à son retour ce dernier l'accuse de diffamation. Au cours de l'automne 1921, Hitler prend la direction du parti et Drexler ne conserve qu'un poste honorifique. Il reste tout de même influent au sein de l'ordre de Thulé[réf. nécessaire].

### Mise à l'écart et fin de vie
À la suite du putsch de la Brasserie en novembre 1923 auquel il ne participe pas, Drexler est temporairement banni du parti. Il se présente aux élections au parlement bavarois en 1924 sous l'étiquette d'un autre parti, le Völkischer Block dont il est le vice-président jusqu'en 1928.
Alors qu'il purge sa peine de prison à la suite de la tentative de putsch (1924-1925), Hitler n'épargne pas Drexler.

« M. Drexler, alors président du groupe de Munich, était un simple ouvrier ; lui non plus n'existait pas comme orateur ; par ailleurs, il n'avait été soldat ni en temps de paix, ni en temps de guerre, en sorte que, déjà faible et hésitant dans toute sa personne, il lui manquait d'avoir été formé à la seule école qui sache transformer en hommes les êtres de nature délicate, dépourvus de confiance en eux. »

— Adolf Hitler, Mein Kampf, p. 355
De plus, il rajoute que Drexler n'était pas en mesure d'écarter efficacement les opposants politiques du NSDAP. En 1933, Drexler approuve l'arrivée d'Hitler au pouvoir et rentre au parti nazi. Il reçoit l'insigne nazi de l'ordre du sang en 1934, mais il n'a aucune influence réelle et n'est utilisé que comme outil de propagande.
Drexler meurt dans l'anonymat en 1942. Les obsèques ont lieu dans l'intimité familiale : il n'a pas d'obsèques nationales, aucun dignitaire nazi n'est présent, et les actualités allemandes n'en font aucune mention.

## Anton Drexler dans la fiction
- 2003 : Hitler : La Naissance du mal, téléfilm de Christian Duguay, joué par Robert Glenister.